# Alžběta Kuronská
Alžběta Kuronská († 1601) byla těšínská kněžna, manželka knížete Adama Václava Těšínského.
Byla dcerou kuronského vévody Gottharda Kettlera. 17. září 1595 se provdala za těšínského knížete Adama Václava Těšínského, se kterým měla pět dětí.